# Fernando López Carrasco
Fernando López Carrasco (Abengibre, 12 de agosto de 1943) é um político espanhol, pertencente ao Partido Socialista Operário Espanhol. Entre 2003 e 2007, foi o Presidente das Cortes de Castela-Mancha.

## Biografia
Casado e pai de dois filhos, é engenheiro agrônomo e funcionário do Ministério da Agricultura. Em 1983, passou a fazer parte do Governo de Castela-Mancha como Secretário da Agricultura, responsabilidade que exerceu durante 12 anos sob a presidência de José Bono. Em 1995, tornou-se senador designado pelas Cortes de Castela-Mancha, bem como porta-voz do Grupo Parlamentar Socialista. Em 1997, foi nomeado Vice-Presidente desta Comunidade Autônoma até 1999. Após as eleições regionais de 2003, e a constituição das novas Cortes, ele foi nomeado presidente da câmara legislativa regional por um período de quatro anos, até 2007.
Em 2007, foi nomeado novamente como senador por designação das Cortes de Castela-Mancha.